# Jennie Fowler Willing
Jennie Fowler Willing (22 de enero de 1834 - 6 de octubre de 1916) fue una profesora, escritora, predicadora, reformadora social y sufragista estadounidense nacida en Canadá.
Fue profesora de inglés y líder del movimiento por la Templanza. Willing escribió varios libros, entre ellos From Fifteen to Twenty-five: A Book for Young Men, y series para periódicos. Se casó con un abogado y pastor metodista a los 19 años. En 1873, ella y su marido se convirtieron en profesores de la Universidad Wesleyana de Illinois.
Se dio cuenta de la situación cuando se unió a la Illinois Woman's State Temperance Union, sirviendo como su líder por algunos años. Ella y Emily Huntington Miller estuvieron involucradas en la creación y presidencia de la convención de Cleveland de 1874 donde se formó la Unión Cristiana de Mujeres por la Templanza. Ocupó el cargo como editora de la revista de la organización nacional por un período. En 1895, creó la Escuela de Entrenamiento Evangelístico de Nueva York.

## Primeros años y educación

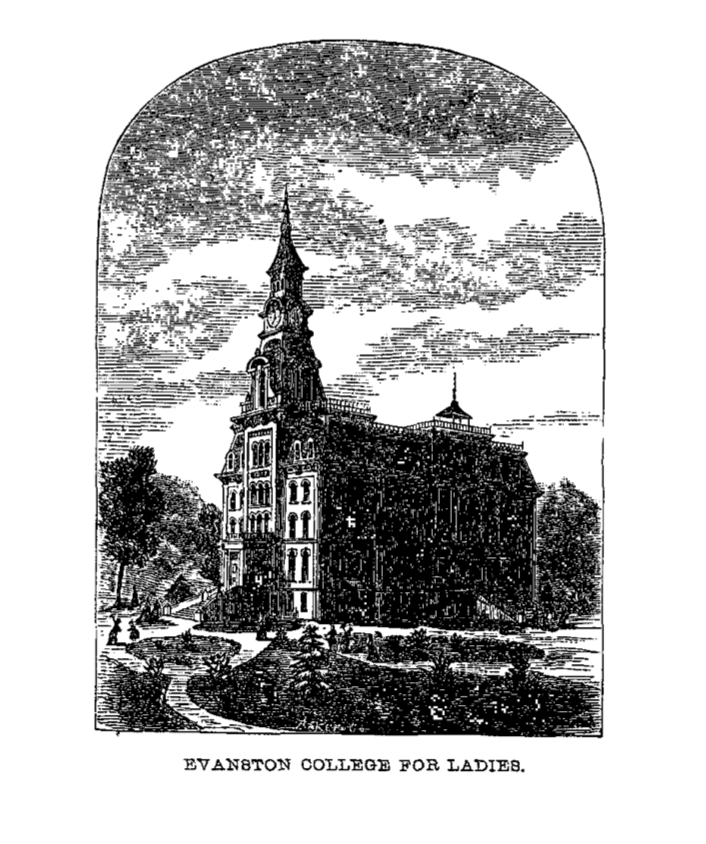
Catálogo de Evanston College for Ladies 1872-1873, lugar donde Jennie Fowler recibió su título universitario.

Jennie Fowler nació en 1834 en Burford, en el Alto Canadá. Sus padres, Horatio y Harriet (Ryan) Fowler, eran de ascendencia inglesa, escocesa e irlandesa. Su abuela materna fue desheredada porque decidió compartir los peligros de la naturaleza con un ministro itinerante, Henry Ryan. Su padre era un «patriota» canadiense que lo perdió todo en un intento de asegurar la independencia nacional. Se alegró de escapar a los Estados Unidos con su vida y su familia, y de comenzar de nuevo la vida en el nuevo Oeste. Podía dar a sus hijos poco más que un odio a la tiranía, una industria constante, una economía cuidadosa y buena moral.
Fowler Willing debido a la caída en un pozo a la edad de dos años, y tuvo problemas de salud durante largo tiempo. En 1842, la familia se trasladó a Newark (Illinois). Aquí, su hermano Charles Henry Fowler,[8] estuvo comprometido por un tiempo con Frances  Willard.
Recibió el título universitario honorario de A.M. (Evanston College for Ladies, 1872 o 1873).

## Carrera

### Profesora y escritora
Empezó a enseñar en la escuela cuando tenía 15 años. Al año siguiente, terminó de enseñar el trimestre de invierno de una escuela de pueblo, de la que los «chicos grandes» habían «convertido» en su joven maestra.

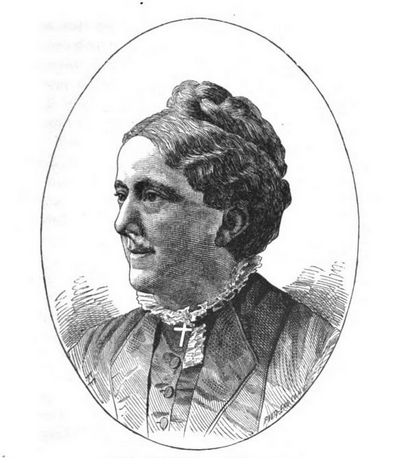
Jennie Fowler Willing.

En 1853, a la edad de 19 años, se casó con William Crossgrove Willing, un ministro de la Iglesia Metodista Episcopal, y se fue con él al oeste de Nueva York. Los muchos deberes de la esposa de un pastor dejaban poco tiempo para el estudio, pero ella continuó estudiando el idioma y una ciencia. Empezó a escribir para la prensa a la edad de 16 años y, además de constantes contribuciones a periódicos y revistas, produjo dos series para periódicos de Nueva York y 10 libros. En 1873 fue elegida profesora de lengua y literatura inglesas en la Universidad Wesleyana de Illinois. Después de eso, estuvo conectada como fideicomisaria o profesora con varias instituciones literarias. En 1874, fue nominada, con una perspectiva de elección justa, para la superintendencia de instrucción pública del Estado de Illinois. Debido a otros deberes, se vio obligada a declinar la nominación.

### Reformadora social

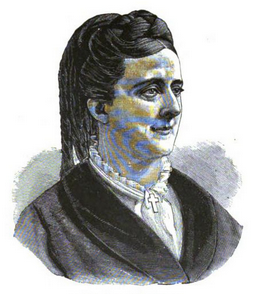
Jennie Fowler Willing.

Su amor heredado por la reforma la puso en primer plano cuando la cruzada se extendió por los Estados Unidos. Durante varios años, fue presidenta de la Unión de Mujeres de Illinois para la Templanza Estatal. Con Miller, hizo la convocatoria para la convención de Cleveland, y presidió ese organismo, en el que se organizó la Unión Cristiana de Mujeres por la Templanza (NWCTU). Fue la primera editora del órgano de la NWCTU, que más tarde se llamó la Señal de la Unión. Su celo por la templanza la llevó a hablar en público, y pronto se encontró dirigiéndose a inmensas audiencias en todas las grandes ciudades de los Estados Unidos. Como una de las secretarias correspondientes de la Sociedad Femenina de Misiones Extranjeras, presentó los reclamos de templanza en conferencias de ministros, y en decenas de grandes ciudades en diferentes partes de los Estados Unidos, interesando a miles de personas en su trabajo. Sus otros roles incluyeron el de superintendente del Departamento de Entrenamiento Evangelístico de la NWCTU, y presidente de la WCTU Frances Willard.
Durante varios años, prestó un servicio similar en la Sociedad Misionera del Hogar de la Mujer. Como evangelista, realizó muchos servicios grandes e importantes de reavivamiento, y con marcado éxito. Después de su traslado a la ciudad de Nueva York, en 1889, estuvo ocupada con su trabajo de misiones domésticas, sus servicios de evangelización, su misión italiana y la oficina para inmigrantes, con su hogar para chicas inmigrantes, en Nueva York, Boston y Filadelfia. Fue líder del sufragio femenino en Illinois.
Willing murió viuda en Nueva York el 6 de octubre de 1916, y dejó su dinero a las organizaciones benéficas.